# Otidiogryllacris peraki
Otidiogryllacris peraki är en insektsart som beskrevs av Andrej Vasiljevitj Gorochov 2003. Otidiogryllacris peraki ingår i släktet Otidiogryllacris och familjen Gryllacrididae. Inga underarter finns listade i Catalogue of Life.